# Miramax
Miramax — американская кинокомпания, основанная в 1979 году братьями Бобом и Харви Вайнштейнами.

## История
Компания названа в честь родителей братьев, которых звали Мириам (Мира) и Макс. Miramax задумывалась как компания по производству независимого некоммерческого кино. Вплоть до середины 1980-х годов дела компании шли неблестяще, поскольку рынок независимого кино не был развит. Кинокомпания стала лидером «революции независимого кино» 1990-х.
В 1993 году за $75 млн компания частично была продана братьями Вайнштейнами компании Walt Disney с условием, что Вайнштейны остаются совладельцами и управленцами компании. В июне 2004 года Disney предложила братьям выкупить компанию обратно, однако они не стали этого делать. В 2005 году братья Вайнштейны окончательно покинули Miramax и приступили к созданию новой кинокомпании — The Weinstein Company.

### Финансовые сложности
В конце 2000-х годов студия столкнулась с финансовыми трудностями. 28 января 2010 года было заявлено о грядущем закрытии компании. Около 80 сотрудников компании были уволены, а её офисы в Нью-Йорке и Лос-Анджелесе закрыты. В июле 2010 года The Walt Disney Company продала Miramax Films вместе с её коллекцией из примерно 700 фильмов за $660 млн группе инвесторов во главе с Рональдом Тьютором, позднее стало известно, что новых владельцев не интересует съёмка фильмов — их привлекли только права на уже снятые картины.

## Деятельность
Компанией снято более ста фильмов. Среди них — «Джей и Молчаливый Боб наносят ответный удар», «Секс, ложь и видео» («Оскар» за сценарий), «Правила виноделов», «Влюблённый Шекспир» и другие. Фильмы «Часы» и «Чикаго» в 2002 году были отмечены премией «Оскар». «Чикаго» стал самым коммерчески успешным фильмом студии со времени её основания. Также «Miramax» снял ряд других нашумевших картин: «Убить Билла», «Фаренгейт 9/11» (этот фильм стал самым коммерчески успешным в жанре документального кино). Одной из самых больших ранних удач «Miramax» стала картина «Криминальное чтиво» Квентина Тарантино. При бюджете в 8 млн $ она собрала свыше 200 млн $ в прокате. Именно «Криминальное чтиво» вывело компанию в ряд крупных и известных кинокомпаний.
Помимо кинопроизводства, «Miramax» занимается кинодистрибуцией.

## Фильмы производства Miramax Films
- 1989 — Новый кинотеатр «Парадизо» / Cinema Paradiso (дистрибуция в Северной Америке)
- 1989 — Секс, ложь и видео / Sex, lies, and videotape
- 1989 — Кидалы / The Grifters
- 1990 — Свяжи меня! / ¡Átame!
- 1992 — Бешеные псы / Reservoir Dogs
- 1992 — Боб Робертс / Bob Roberts (совместно с Paramount Pictures)
- 1993 — Том и Джерри: Фильм / Tom and Jerry: The Movie (дистрибуция)
- 1994 — Клерки / Clerks
- 1994 — Криминальное чтиво / Pulp Fiction
- 1994 — Ворон / The Crow
- 1995 — Четыре комнаты / Four Rooms
- 1995 — Вор и сапожник / The Thief and the Cobbler (или «Арабские рыцари» / Arabian Knight; дистрибуция)
- 1996 — Не грози Южному централу, попивая сок у себя в квартале / Don’t Be a Menace to South Central While Drinking Your Juice in the Hood
- 1996 — От заката до рассвета / From Dusk Till Dawn
- 1996 — Английский пациент / The English Patient
- 1996 — Крик / Scream
- 1996 — Эмма / Emma
- 1996 — Отточенное лезвие / Sling Blade
- 1997 — В погоне за Эми / Chasing Amy
- 1997 — Умница Уилл Хантинг / Good Will Hunting
- 1997 — Крик 2 / Scream 2
- 1997 — Джеки Браун / Jackie Brown
- 1997 — Робинзон Крузо / Robinson Crusoe
- 1998 — Великан (фильм)  / The Mighty
- 1998 — Король воздуха. Золотой мяч / Air Bud: Golden Receiver (версия для кинотеатров)
- 1998 — Шулера / Rounders
- 1999 — Догма / Dogma
- 1999 — Идеальная грусть (английский вариант и дистрибуция; совместно с Manga Entertainment)
- 1999 — Принцесса Мононокэ / Princess Mononoke (английский вариант и дистрибуция)
- 1999 — Правила виноделов / The Cider House Rules
- 1999 — Влюблённый Шекспир / Shakespeare in Love
- 1999 — Талантливый мистер Рипли / The Talented Mr. Ripley (совместно с Paramount Pictures)
- 2000 — Очень страшное кино / Scary Movie
- 2000 — Ярды / The Yards
- 2000 — Крик 3 / Scream 3
- 2000 — Очень страшное кино 2 / Scary Movie 2
- 2001 — Вид сверху лучше / View From The Top
- 2001 — Шоколад / Chocolate
- 2001 — Интуиция (фильм)/ Serendipity
- 2001 — Дети шпионов / Spy Kids
- 2001 — Амели / Le Fabuleux Destin d’Amélie Poulain
- 2002 — Чикаго / Chicago
- 2002 — Банды Нью-Йорка / Gangs of New York
- 2002 — Дети шпионов 2: Остров несбывшихся надежд / Spy Kids 2: The Island of Lost Dreams
- 2002 — Тихий американец / The Quiet American
- 2002 — Покемон навсегда / Pokémon 4Ever (английский вариант и дистрибуция)
- 2002 — Пиноккио / Pinocchio (английский вариант и дистрибуция)
- 2002 — Фрида / Frida
- 2003 — Бионикл: Маска света
- 2003 — Покемон: Герои / Pokémon Heroes (английский вариант и дистрибуция)
- 2003 — Внутри моей памяти / The i Inside
- 2003 — Убить Билла. Фильм 1 / Kill Bill Vol.1
- 2003 — Холодная гора / Cold Mountain
- 2003 — Дети шпионов 3: Игра окончена / Spy Kids 3-D: Game Over
- 2003 — Очень страшное кино 3 / Scary Movie 3
- 2004 — Бионикл 2: Легенды Метру Нуи
- 2004 — Убить Билла. Фильм 2 / Kill Bill Vol.2
- 2004 — Заколдованная Элла / Ella Enchanted
- 2004 — Покемон: Джирачи — исполнитель желаний / Pokémon: Jirachi Wishmaker (английский вариант и дистрибуция; только на видео)
- 2004 — Страна садов / Garden State (совместно с Fox Searchlight Pictures)
- 2004 — Волшебная страна / Finding Neverland
- 2004 — Авиатор / The Aviator (совместно с Warner Bros.)
- 2005 — Бионикл 3: В паутине теней
- 2005 — Великий рейд / The Great Raid
- 2005 — Покемон: Судьба Деоксиса / Pokémon: Destiny Deoxys (английский вариант и дистрибуция; только на видео)
- 2005 — Город Грехов / Sin City
- 2005 — Цоци / Tsotsi
- 2006 — Вторжение / Breaking and Entering
- 2006 — Очень страшное кино 4 / Scary Movie 4
- 2006 — Покемон: Лукарио и тайна Мью / Pokémon: Lucario and the Mystery of Mew (английский вариант и дистрибуция; только на видео)
- 2007 — Покемон Рейнджер и Храм Моря / Pokémon Ranger and the Prince of the Sea: Manaphy (английский вариант и дистрибуция; только на видео)
- 2009 — Парк культуры и отдыха / Adventureland
- 2009 — Всё путём / Everybody’s Fine
- 2019 — Джентльмены / The Gentlemen
- 2021 — Гнев человеческий / Wrath of Man
- 2021 — Хэллоуин убивает / Halloween Kills
- 2023 — Операция «Фортуна»: Искусство побеждать / Operation Fortune: Ruse de Guerre